# El baile de los que sobran
«El baile de los que sobran» es el tercer sencillo promocional del álbum Pateando piedras del grupo chileno Los Prisioneros, considerado por muchos como la canción más importante en la trayectoria de la banda y uno de los más grandes clásicos de la música popular chilena. Fue escrita y compuesta por Jorge González.
La canción se encuentra en dos versiones, la original de Pateando piedras y una nueva versión para el recopilatorio Grandes éxitos.

## Canción

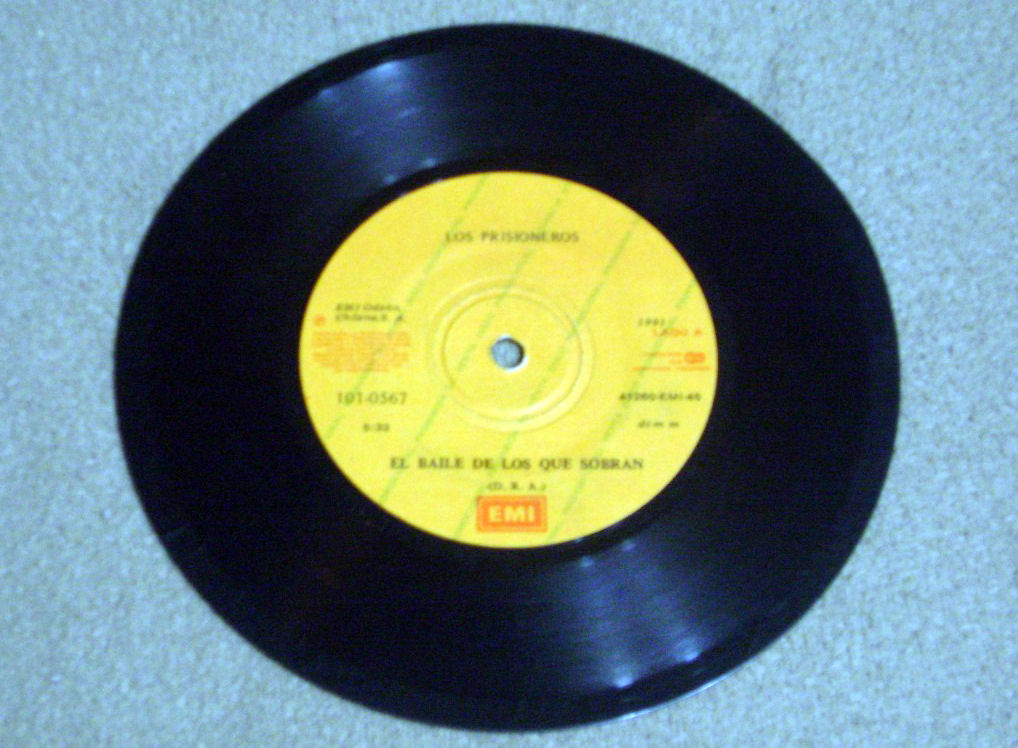
«El baile de los que sobran», vinilo promocional de 7 pulgadas.

La canción es considerada uno de los grandes clásicos de la música popular chilena. Trata el tema de la desigualdad social que empieza con la educación para distintos estratos económicos. «El baile de los que sobran» representa a todos aquellos jóvenes de corta edad y clase social baja que, egresados de sus respectivos colegios, descubren que sus posibilidades laborales o de una educación superior (universidades) son completamente limitadas. La razón principal va vinculada a que los colegios de escasos recursos tienen una serie de falencias, tanto estructurales como operacionales, que les impiden otorgar una educación de calidad acorde con los desafíos del país, en comparación con las instituciones privadas.
«El baile...» busca lograr una identificación con todos aquellos que egresaron del colegio y se encuentran desempleados o frustrados frente a las pocas expectativas («Es otra noche más de caminar, es otro fin de mes sin novedad»), y que lo único que puede hacer es «patear piedras», es decir, no hacer nada.
Los estudiantes del Liceo Andrés Bello, liceo donde se inspiró la canción, aún forman parte del contexto histórico en el que fue escrita la canción; el tema hace referencia a los estudiantes de 4.° medio que no tiene ninguna opción de futuro en su vida, por eso aquella frase «...este año se les acabaron, los juegos, los doce juegos...», haciendo referencia a los doce años de enseñanza escolar. El término «pateando piedras» surgió porque en aquellos años a los alumnos del liceo se les mandaba al patio trasero, donde eran castigados por su comportamiento. Debido a eso, relacionaron esa acción con la de frustración por no lograr nada al salir de 4º. medio.
Fue la última canción que cantó Jorge González en su último concierto en la Cumbre del Rock Chileno en 2017.

## Composición
Según Jorge González, en una entrevista publicada en 2001 en el sitio web oficial de la banda:[cita requerida]

Para mí era una canción como cualquier otra, no pensaba lo que iba a pasar con ella. Como en ella, y en la canción «Exijo ser un héroe,» aparecía la frase «pateando piedras», que era una expresión que usábamos con Miguel, salió el nombre del disco.

«El baile de los que sobran» la hice con una caja de ritmos chiquitita, que me prestó el Miguel Conejeros de los Pinochet Boys (hoy en Fiat 600). Me pasé en la sala de ensayos con la caja de ritmos y con el Casio que tenía haciendo el bajo. Quería hacer un tema como los que hacían los Heaven 17 o los Depeche Mode. En la versión antes de la mezcla empezaba con una caja de ritmos que al final quitamos para dejar sola la guitarra. Y el Casio tenía un sonido como de acordeón que yo modifiqué un poco.

Jorge González también reveló que los ladridos que se escuchan al principio de la canción fueron sampleados del perro mascota de su madre, que se llamaba Néstor.
La canción es un tema synthpop con sintetizadores, sampler y caja de ritmos, al estilo de «Muevan las industrias» del mismo álbum. La guitarra clásica, que pertenecía al hermano mayor de Tapia, se agregó a último minuto antes de grabar para «darle un bonito toque a la canción», al igual que los ladridos de perro.[cita requerida]

## Vídeo
Existen dos videoclips para esta canción. El primero, en blanco y negro, fue realizado en 1986 por Daniel de la Vega. Contiene imágenes de archivo de la banda durante sus giras, intercaladas con imágenes del videojuego Star Wars de 1983 para arcade y escenas que ilustran el ambiente que se vivía en el Chile de la dictadura (carabineros inspeccionando a los asistentes). En el vídeo aparece también una pareja bailando en la calle; la mujer es Cecilia Aguayo, futura tecladista de Los Prisioneros.
El segundo, realizado en 1991 por Cristián Galaz, comienza con Jorge González tocando la guitarra en un cuarto, y el resto del vídeo son imágenes de presentaciones de la banda en vivo.

## Músicos
- Jorge González: voz principal y coros, sintetizadores y sampler
- Claudio Narea: guitarra clásica y coros
- Miguel Tapia: voz principal y coros, Caja de ritmos (sin acreditar)
- Néstor (Perro): Ladridos

## Referencias culturales

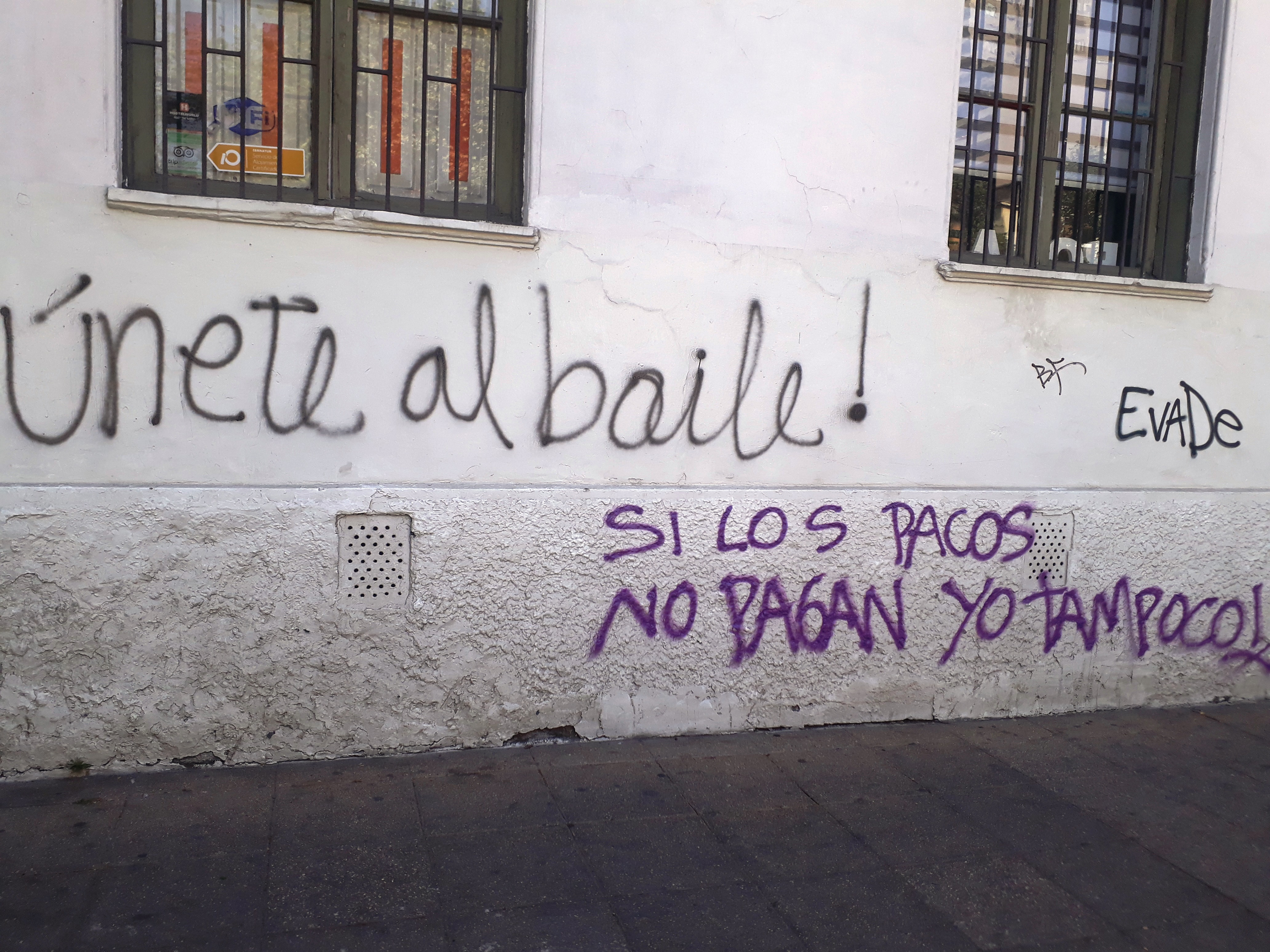
Grafiti inspirado en la canción realizado en Santiago durante las protestas de 2019.